# Café racer
 (juin 2020).
Si vous disposez d'ouvrages ou d'articles de référence ou si vous connaissez des sites web de qualité traitant du thème abordé ici, merci de compléter l'article en donnant les références utiles à sa vérifiabilité et en les liant à la section « Notes et références ».
Le café racer (traduction littérale : coureur de café — également prononcé « caff »), est un type de moto custom aussi bien qu'un type de motocycliste. 
Il désigne généralement une moto monoplace au style rétro, possédant un guidon bas, et très peu de carénage.

## Historique

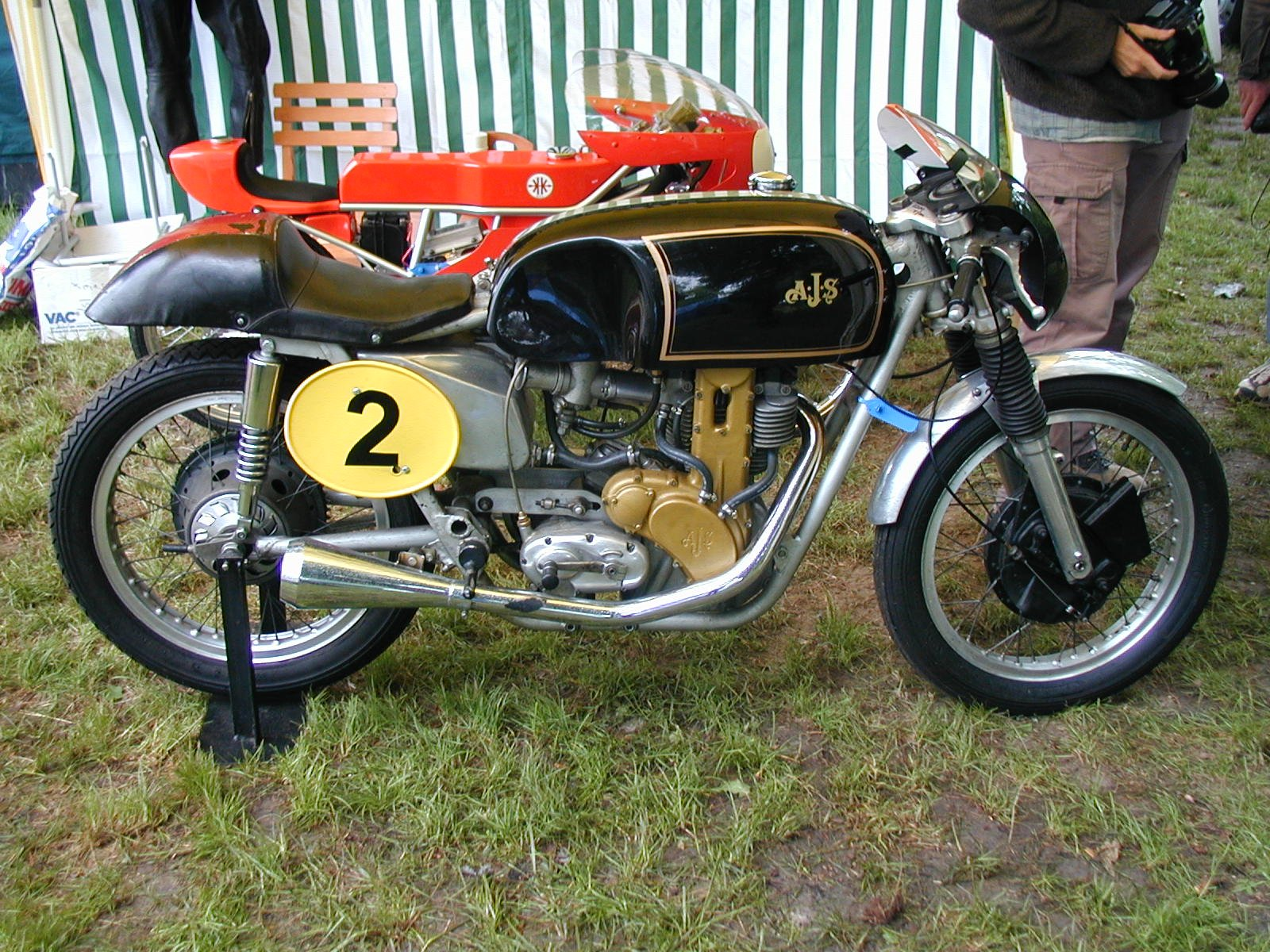
Un exemple de café racer, la AJS 7R 350 cm3 « Boy racer ».

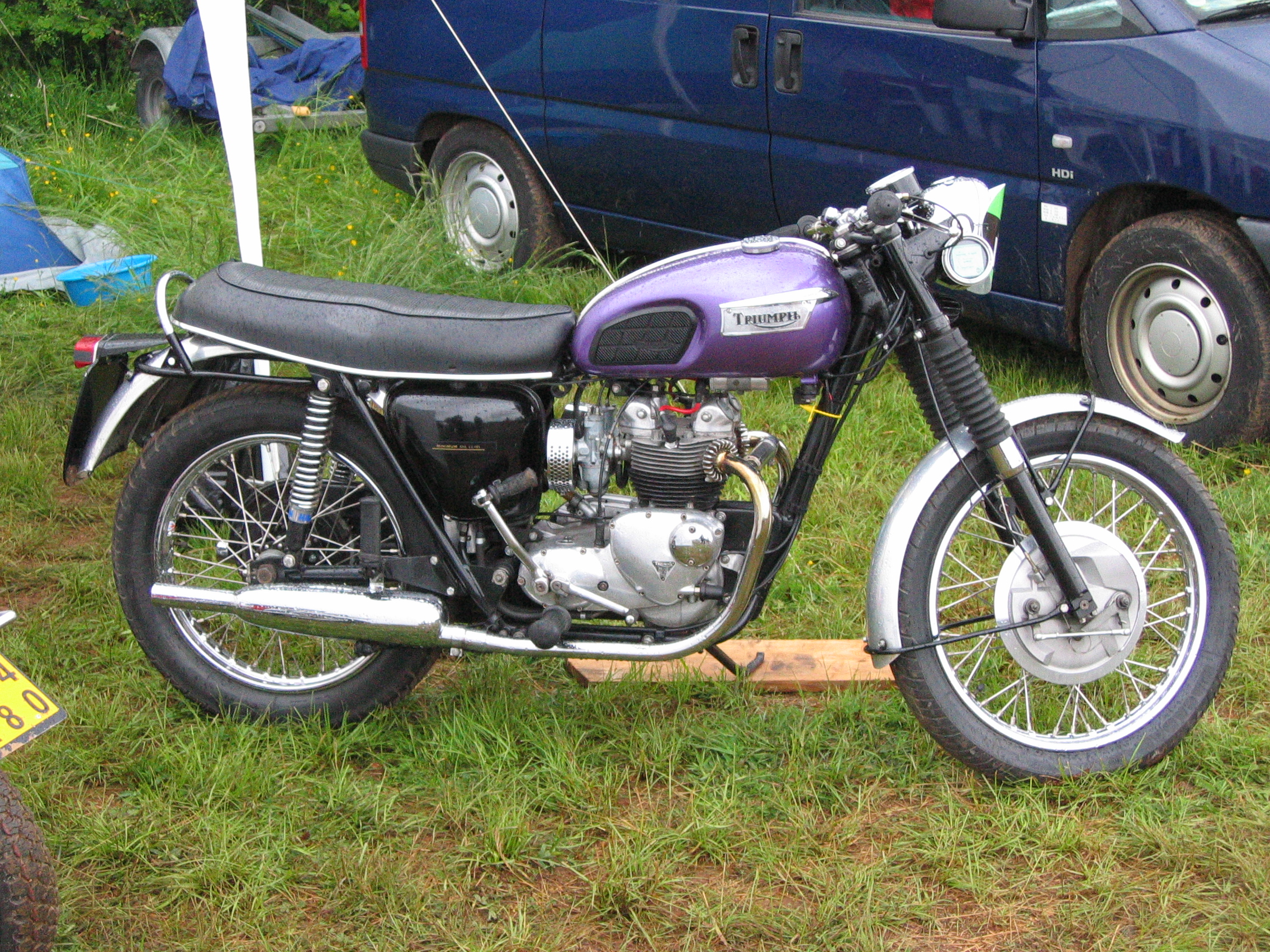
Triumph Bonneville.

Les deux significations prennent leurs racines dans la contre-culture britannique des années 1960, dans des groupes tels que the Rockers ou the Ton Up Club, bien que ce mouvement apparaisse aussi bien en Italie, parmi des fabricants de moto italiens et d'autres pays européens.
Les Rockers étaient une contreculture du rock 'n' roll, jeune et indocile,, qui a voulu une moto rapide, personnalisée et originale pour voyager de café en café le long des autoroutes nouvellement construites en Angleterre et autour des villes britanniques.
Le but de la plupart d’entre eux était d'être capable d'atteindre cent miles à l'heure (soit environ 160 km/h, également appelé « the ton ») le long d'un itinéraire où le motard partirait d'un café, roulant jusqu’à un point prédéterminé et revenant en arrière au café de départ avant qu'une chanson ne puisse être complètement jouée sur le juke-box. Ce type de course est également appelé « record-race ».
Ces motards ont été associés à la musique rockabilly et leur image reste aujourd’hui attachée à cette même culture.
Ce mouvement est né dès lors que les motards ont rejeté les motos orientées pour le transport en enlevant toutes les parties inutiles selon eux. Les motos avaient une apparence brute, déshabillée et utilitariste tandis que les moteurs étaient préparés pour atteindre une puissance maximale.
Comme la vitesse primait sur le confort, les motos recevaient des selles monoplaces et des guidons bas et droits, montés directement sur les tubes de fourche, pour un contrôle plus précis et pour échapper au vent. La moitié ou parfois la totalité des carénages et les réservoirs, faits-main, en aluminium, étaient fréquemment laissés bruts et non peints.
Ces motos étaient fines, légères et maniables. Les machines qui définissent le mieux cette catégorie sont sans doute celles qui mélangent les Norton et les Triumph (aussi appelées « Triton »). Elles utilisaient le moteur le plus commun et le plus rapide combiné avec le meilleur cadre de son époque, le cadre Norton Featherbed et le moteur de la Bonneville. Ceux qui avaient moins d'argent pouvaient opter pour une Tribsa : moteur de Triumph dans un cadre de BSA.
Le café racer a beaucoup en commun avec la scène chopper ou bobber aux États-Unis et tous deux trouvent leurs racines chez les vétérans de la Seconde Guerre mondiale. Tandis que les GIs américains prenaient des motos militaires Harley-Davidson et supprimaient tout ce qu’ils jugeaient inutile pour améliorer les performances, les vétérans européens prirent des mesures semblables avec leurs motos.
Tous cherchaient à rendre les motos standard d'usine plus rapides et plus légères, bien que seuls les Européens aient cherché à les rendre plus maniables. Le facteur distinctif était la différence de nature entre les routes américaines et le réseau routier européen, les Américains favorisant un modèle lourd et bas taillé pour le confort linéaire, les Européens préférant une moto plus haute, et plus maniable, adaptée aux routes sinueuses d’Europe.
Le style café racer s’est construit dans une Europe pauvre, en pleine reconstruction d’après-guerre, et non dans le style « customisation » américain.
Les café racers ont été également appelés Street Fighters en référence aux avions des vétérans de la Seconde Guerre mondiale.

## Culture café racer
Le terme « café racer » est toujours utilisé pour décrire les motos et motards d’un certain style. Un café racer est une moto qui a été modifiée pour la vitesse et la maniabilité au détriment du confort.
Aujourd’hui digne de la mention « culture café racer », le terme « café racer » existe depuis les années 1950 en référence aux motos utilisées pour les courses anglaises allant d’un café à un autre ; le terme prend aujourd’hui une nouvelle ampleur en regroupant tous les amateurs de motos japonaises, italiennes, anglaises allant des années 1950 jusqu’à la fin des années 1970. Le mouvement se distingue ainsi des motards ayant choisi une Harley ou une japonaise moderne.
Ces motards ne suivent pas la mode et la musique du mouvement initial des « Rockers », anciens ou nouveaux, mais s’habillent dans un style plus moderne et confortable avec quelques aspects rappelant les Rockers. Jeans, veste de moto en cuir noir ou marron, bottes ou chaussures, casque aux normes ; les café racers modernes se distinguent ainsi du mouvement de base qui allait jusqu’à dicter les marques à porter ou non. Ils empruntent leurs références aux Greasers américains, au rock britannique et aux motards modernes, pour créer un style unique à part entière.
L’alcool affectant la conduite, et étant dangereux lorsqu’il est associé à tout sport mécanique ; cela explique le choix des café racers, qui préféraient s’arrêter pour boire un café plutôt qu’une boisson alcoolisée. Cet aspect oppose radicalement les café racers aux choppers américains, l’alcool étant plutôt accepté dans la culture et l’imaginaire culturel des choppers.